# Voiteștii din Vale
Voiteștii din Vale – wieś w Rumunii, w okręgu Gorj, w gminie Bălănești. W 2011 roku liczyła 359 mieszkańców.